# Носівський цукровий завод
Носівський цукровий завод - підприємство харчової промисловості у місті Носівка Носівського району Чернігівської області України, яке припинило виробничу діяльність.

## Історія
Цукровий завод в містечку Носівка Ніжинського повіту Чернігівської губернії Російської імперії був побудований у 1847 році, в 1885 році реконструйований.
Після закінчення бойових дій громадянської війни, в лютому 1920 року завод відновив роботу і випустив першу продукцію. У 1922 році на землях колишньої поміщицької економії був створений бурякорадгосп, що забезпечував завод сировиною.
В ході другої світової війни 14 вересня 1941 року Носівка була окупована німецькими військами 15 вересня 1943 року - звільнена частинами 143-ї стрілецької дивізії РСЧА і радянськими партизанами. Однак в період окупації німці вивели цукровий завод з ладу - обладнання було вивезено в Німеччину, а парові котли пошкоджені. У грудні 1943 року завод був відремонтований і відновив роботу. Восьмий п'ятирічний план (1966 - 1970) підприємство виконало за 4 роки і 1 місяць, після чого до кінця року справило ще 9834 тонни цукру понад план.
У сезон цукроваріння 1970-1971 рр.  завод переробив 1 667 тис. центнерів буряка і справив 24,5 тис. тонн цукру (удвічі більше, ніж в сезон цукроваріння 1940-1941 рр.).  До початку 1972 року апаратниця О. К. Зеленяк була нагороджена орденом Леніна, 276 робітників підприємства були удостоєні почесного звання ударників комуністичної праці, а дві зміни, 7 цехів і 27 бригад - званням колективів комуністичної праці. В цілому, за радянських часів завод входив до числа провідних підприємств міста.
Після проголошення незалежності України завод перейшов у відання Державного комітету харчової промисловості України. У жовтні 1995 року Кабінет міністрів України затвердив рішення про приватизацію заводу.  Надалі, державне підприємство було перетворено в відкрите акціонерне товариство. У 2003 році завод виробив 15 700 тонн цукру.
Економічна криза 2008р. ускладнила становище підприємства і восени 2008 року завод зупинив роботу, 180 працівників були звільнені, а обладнання законсервовано. Увечері 25 червня 2013 року в виробничому корпусі заводу почалася пожежа, в результаті якого будівля була пошкоджена. У 2015 році обладнання закритого заводу почали розбирати на металобрухт.